# 458 (số)
458 (bốn trăm năm mươi tám) là một số tự nhiên ngay sau 457 và ngay trước 459.